# 인크로챗

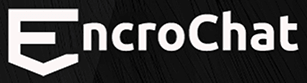
로고

인크로챗(EncroChat)은 가입자 간 암호화된 통신을 허용하는 개조된 스마트폰을 제공하는 유럽 기반 통신 네트워크 및 서비스 제공업체였다. 주로 조직범죄 조직원들이 범죄 활동을 계획하는 데 사용되었다. 경찰은 유럽 전역을 대상으로 조사를 진행하는 동안 최소 2020년 3월부터 6월까지 네트워크에 침투했다. 인크로챗과 관련된 미확인 소식통은 2020년 6월 12~13일 밤에 경찰 작전으로 인해 회사가 운영을 중단할 것이라고 발표했다.
서비스 종료 당시 가입자는 약 6만명에 달했다. 경찰이 암호화되지 않은 인크로챗 메시지를 읽을 수 있게 된 결과, 2020년 12월 22일 기준 유럽 전역에서 최소 1,000명이 체포되었다.